# Ernst Sasse (Widerstandskämpfer)
Ernst Sasse (* 17. November 1897 in Potsdam; † 20. Juni 1945 in Brandenburg (Havel)) war ein deutscher KPD-Funktionär und Widerstandskämpfer gegen den Nationalsozialismus.

## Leben
Sasse erlernte den Beruf Maschinenschlosser, in dem er auch die Meisterprüfung ablegte. 1913 wurde er Mitglied des Deutschen Metallarbeiter-Verbandes (DMV), für den er auch Funktionen übernahm.
1916 wurde er zum Kriegsdienst im Ersten Weltkrieg rekrutiert, den er bis zu einer Verwundung am linken Bein 1917 ableistete. Als er 1920 wieder in seinem Beruf arbeiten konnte, wurde er Mitglied der KPD und Funktionär im KPD-Unterbezirk Berlin-Pankow.
Ab 1927 wurde er hauptamtlicher Funktionär im ZK der KPD (Abteilung Technik). Von 1931 bis Anfang 1934 arbeitete er zusätzlich als Korrespondent in der sowjetischen Handelsvertretung.
Mit Beginn der NS-Diktatur beteiligte er sich am illegalen antifaschistischen Widerstand und zog zu Genia Bischowski, einer Angestellten der sowjetischen Handelsvertretung in Berlin. Aus Angst verhaftet zu werden, emigrierte Sasse im Frühjahr 1935 nach Prag. Er war dort einige Zeit Politischer Leiter der Emigrantenheime in Stodůlky und Strašnice.
Ab 1936 wurde er zur KPD-Abschnittsleitung Nord in Kopenhagen delegiert. Dort wurde er am 24. September 1937 verhaftet und von einem dänischen Gericht wegen „Vorbereitung zum Hochverrat“ angeklagt. Die beantragte Auslieferung nach Deutschland wurde zunächst abgelehnt. Von Februar 1938 bis November 1939 war er der Stellvertreter des Abschnittsleiters Nord Heinrich Wiatrek. In dieser Funktion war er auch verantwortlich für die Einschleusung illegaler Druckschriften nach Deutschland. Ende 1939 wurde er in dieser Funktion von der KPD-Führung abberufen, ein Jahr später schloss man ihn sogar aus der Partei aus. Vorgehalten wurde ihm seitens der KPD-Führung, er habe elementare Regeln der konspirativen Arbeit vernachlässigt, da Sasse bei einem dänischen Bekannten schriftliche Unterlagen der Exil-KPD deponiert hatte. Dieses Verhalten wurde als Vertrauensbruch gewertet.
Nach der Besetzung Dänemarks durch die Wehrmacht wurde Sasse am 26. Juli 1940 erneut von der dänischen Polizei verhaftet und Anfang 1941 nach Deutschland gebracht. Am 23. Juni 1942 wurde er durch den Volksgerichtshof zu einer zwölfjährigen Zuchthausstrafe verurteilt. Im Zuchthaus Brandenburg erkrankte er so schwer an einer offenen Lungentuberkulose, dass er im Februar 1944 in die Krankenstation eingeliefert wurde.
Zum Zeitpunkt der Befreiung Brandenburgs war er infolge der Hungerrationen für Häftlinge in der Krankenstation auf ein Gewicht von nur noch 41 Kilogramm abgemagert.